# Herbert Martin (Songwriter)
Herbert Edward Martin (* 1926 in Stamford, Connecticut; † 27. September 2019 in New Jersey) war ein US-amerikanischer Liedtexter.

## Leben und Wirken
Martin besuchte die Stamford High School und studierte anschließend an der University of Connecticut. Nach Abschluss seiner Studien lebte in der New Yorker Upper East Side, wo er seine Karriere als Stückeschreiber und Liedtexter begann. Außerdem war er in verschiedenen Sommertheatern und als Musikpädagoge an öffentlichen Schulen New Yorks tätig. Bei den zwei  Broadway-Shows The Yearling (1965) und How to Be a Jewish Mother (1967) arbeitete er mit dem Komponisten Michael „Mickey“ Leonard (1931–2015), außerdem mit Duke Ellington bei dem nie realisierten Musical South Africa called Saturday Laughter (das später Renaissance Man hieß).
Aus der Kooperation mit Leonard in The Yearling stammten die drei Songs „I’m All Smiles“, „Why Did I Choose You?“ und „The Kind of Man a Woman Needs“; ersterer wurde durch die Version Barbra Streisands populär und auch von Jazzgrößen wie Geri Allen, Bill Evans, Hampton Hawes, Hank Jones & Tommy Flanagan, Oscar Peterson, George Shearing und Nancy Wilson gecovert. Im Bereich des Jazz wurde „I’m All Smiles“ laut Tom Lord ab 1965 in 85 Versionen aufgenommen. Weitere Songs Martins waren „All I Need Is You“, den er mit Bobby Scott geschrieben hatte, ferner „Ain’t No Big Thing“ und  (mit Michael Leonard) „My Pa“, gecovert u. a. von Barbra Streisand und Nancy Sinatra.